# Gwiezdny zaprzęg
Gwiezdny zaprzęg (ang. Space Buddies) – kanadyjski film familijny. Kontynuacja filmu Kudłaty zaprzęg z 2007 roku. Premiera w USA odbyła się 3 lutego 2009 roku, natomiast w Polsce premiera na DVD miała miejsce 16 lutego 2009 roku (dystrybutor – Imperial CinePix) i 30 listopada 2009 roku (dystrybutor – CD Projekt).

## Fabuła
Szczeniaki wraz z dwójką nowych przyjaciół, Sputnikiem i Gravity muszą użyć całej swojej odwagi i pomysłowości, by bezpiecznie wylądować na Księżycu i wrócić do domu. Przeszkadzają im w tym warunki atmosferyczne panujące w galaktyce oraz jeden człowiek.

## Obsada
- Bill Fagerbakke jako Pi
- Jason Earles jako Spudnick
- Diedrich Bader jako Yuri
- Kevin Weisman jako dr Finkel
- Liliana Mumy jako Rosebud
- Lochlyn Munro jako listwy
- Josh Flitter jako Budderball
- Ali Hillis jako Astro
- Skyler Gisondo jak B-Dawg
- Pat Finn jako Bill Wolfson

## Wersja polska
Wersja polska: SDI Media Polska
Reżyseria: Wojciech Paszkowski
Udział wzięli:
- Marcel Dworczyk - Buddha
- Justyna Bojczuk – Pusia
- Wit Apostolakis-Gluziński – Bamberiks
- Jan Piotrowski – Kolo
- Beniamin Lewandowski – Tarzan
- Marcin Hycnar – Sputnik
- Anna Sztejner – Kometa
- Leszek Zduń – Slats Bentey
- Agnieszka Mrozińska – Astro Spalding
- Wojciech Paszkowski − Jurij

i inni